# Ndèye Fatou Soumah
Ndèye Fatou Seck Soumah Sow (* 6. April 1986 in Saint-Louis) ist eine ehemalige senegalesische Leichtathletin, die sich auf den Sprint spezialisiert hat.

## Sportliche Laufbahn
Erste internationale Erfahrungen sammelte Ndèye Fatou Soumah vermutlich im Jahr 2003, als sie bei den Jugendweltmeisterschaften im kanadischen Sherbrooke mit 56,94 s in der ersten Runde im 400-Meter-Lauf ausschied. Anschließend gewann sie bei den Afrikameisterschaften in Garoua in 57,14 s die Silbermedaille. Im Jahr darauf schied sie bei den Juniorenweltmeisterschaften in Grosseto mit der senegalesischen 4-mal-400-Meter-Staffel mit 3:48,49 min im Vorlauf aus und 2005 schied sie bei den Juniorenafrikameisterschaften in Radès mit 25,02 s im Halbfinale im 200-Meter-Lauf aus und gewann über 400 Meter in 56,33 s erneut die Silbermedaille. Zudem sicherte sie sich mit der Staffel in 3:48,85 min die Bronzemedaille. 2007 schied sie bei den Afrikaspielen in Algier mit 54,80 s im Vorlauf über 400 Meter aus und belegte mit der Staffel in 3:34,88 min den vierten Platz. Im Jahr darauf schied sie bei den Afrikameisterschaften in Addis Abeba mit 54,67 s im Halbfinale im Einzelbewerb aus und gewann mit der Staffel in 3:38,42 min gemeinsam mit Fatou Diabaye, Mame Fatou Faye und Maty Salame die Bronzemedaille hinter den Teams aus Nigeria und Kenia. 2009 belegte sie bei der Sommer-Universiade in Belgrad in 52,79 s den vierten Platz über 400 Meter und gewann mit der Staffel in 3:36,33 min die Bronzemedaille hinter den Teams aus Kanada und Russland. Anschließend gewann sie bei den Spielen der Frankophonie in Beirut in 53,21 s die Bronzemedaille hinter Kaltouma Nadjina aus dem Tschad und ihrer Landsfrau Fatou Bintou Fall und sicherte sich in 3:36,27 min die Silbermedaille hinter dem kanadischen Team. Im Jahr darauf klassierte sie sich bei den Afrikameisterschaften in Nairobi mit 51,93 s auf dem vierten Platz über 400 Meter und gewann mit der Staffel in 3:35,55 min gemeinsam mit Fatou Diabaye, Marietou Badji und Amy Mbacké Thiam die Bronzemedaille hinter den Teams aus Nigeria und Kenia. Anschließend wurde sie beim Leichtathletik-Kontinentalcup in Split mit der Afrikaauswahl in der 4-mal-400-Meter-Staffel in 3:27,99 min Zweite hinter der Mannschaft aus Nord- und Zentralamerika. 2011 schied sie bei den Weltmeisterschaften in Daegu mit 52,10 s im Halbfinale aus, ehe sie bei den Afrikaspielen in Maputo in 52,17 s auf Rang vier landete. Zudem gewann sie dort in 3:32,21 min gemeinsam mit Mame Fatou Faye, Aminata Sylla-Le Bouard und Amy Mbacké Thiam die Silbermedaille hinter dem Team aus Nigeria. Im Jahr darauf schied sie bei den Afrikameisterschaften in Porto-Novo mit 52,85 s im Halbfinale über 400 Meter aus und gewann im Staffelbewerb in 3:31,64 min gemeinsam mit Mame Fatou Faye, Amy Mbacké Thiam und Fatou Diabaye die Bronzemedaille hinter den Teams aus Nigeria und Botswana. Anschließend nahm sie im 200-Meter-Lauf an den Olympischen Sommerspielen in London teil und schied dort mit 23,89 s in der ersten Runde aus. 2014 beendete sie dann ihre aktive sportliche Karriere im Alter von 28 Jahren.

## Persönliche Bestzeiten
- 200 Meter: 23,06 s (+1,4 m/s), 3. Juli 2011 in Donnas
- 400 Meter: 51,67 s, 5. Juli 2011 in Celle Ligure